# Заколот у Мянтсяля

Кулеметна команда повстанців

Заколот у Мянтсяля (фін. Mäntsälän kapina — збройний виступ фінляндських правих сил в лютому-березні 1932. Був ініційований Рухом Лапуа, проходив під антикомуністичними, антимарксистськими і антиурядовими гаслами. Розвивався в загальнонаціональний заколот, який загрожував державним переворотом. Придушений урядовими силами.

## Контекст протиборства
На початку 1930-х на тлі Великої депресії в Фінляндії загострилося політичне протистояння. Посилювався вплив Соціал-демократичної партії, активізувалося комуністичне підпілля. На протилежному фланзі виник і розвивався правий Рух Лапуа, що виступавпід гаслами "білої" Фінляндії, націоналізму і антикомунізму.
Рух Лапуа об'єднувало до 70 тисяч чоловік, в основному селян і представників міського середнього класу. Лапуасці вимагали викорінення комунізму, заборони всіх лівих марксистських організацій, включаючи легальну соціал-демократію, встановлення авторитарно режиму на кшталт італійського. Багато правих активістів перебували також в "білому" корпусі охорони, молодіжному «штурмовому» русі "Sinimustat" або жіночій воєнізованій організації Лотта свярд. Для лапуасців була характерна тактика прямої дії.
У листопаді 1930 вступили в силу Закон про захист республіки і пакет антикомуністичних  актів, що обмежували політичні права організацій, пов'язаних з компартією. Лапуасці наполягали на  застосуванні цього законодавства. Однак в березні 1931 до влади прийшов консервативно-центристський кабінет Юго Суніли. Праві вважали урядовий курс непослідовним і схильним до компромісу з лівими силами, особливо з соціал-демократами, на яких чинили тіньовий вплив комуністи. Більш лояльно лапуасці ставилися до президента Пера Свінгувуда.
Ситуація різко загострилася восени 1931. Посилаючись на прийняті роком раніше закони, лапуасці організовували атаки на соціал-демократів, закривали їх приміщення, розганяли зібрання. Влада перебували в деякій розгубленості. Постало питання: «Хто в країні номер 1 — уряд або Косола?».

## Зав'язка конфлікту
27 лютого 1932 соціал-демократичний депутат Мікко Еріх організував у Народному домі одного з районів Мянтсяля збори своїх прихильників. Це викликало жорстку реакцію правих: в Мянтсяля точилися жорстокі бої під час громадянської війни ; депутат Еріх раніше був консерватором і членом Національної коаліції, після переходу до соціал-демократів розглядався як «перебіжчик».
Морський офіцер Есра Терян вивів кілька сотень бойовиків Охоронного корпусу. Вони відкрили вогонь по Народному дому. Ніхто не загинув, але кілька куль потрапили в зал зборів. Еріх звернувся за допомогою до поліції і покинув Мянтсяля.
Міністр внутрішніх справ Ернст фон Борн і губернатор провінції Уусімаа Бруно Яландер були обурені тим, що сталося. Особливо кричущим був той факт, що соціал-демократи і комуністи формально відстоювали законне право на свободу зібрань. Влада виділила Мікко Еріху поліцейську охорону і гарантувала можливість проведення заходу. У відповідь лапуасці оголосили збір зі зброєю і закликали своїх прихильників прибути до Мянтсяля.

## Лідери заколоту
- Вігторі Косола, лідер Руху Лапуа — політичне керівництво.
- Курт Валленіус, генерал-майор — військове керівництво.
- Арттурі Вуоримаа, економічний журналіст — оперативне командування.
- Вальде Саріо, карело-фінський бойовик — ідеологічне забезпечення.
- Рафаель Гаарлем, підприємець — фінансування руху.
- Арне Сомерсало, підполковник Повітряних сил.
- Пааво Суситайвал, інспектор Охоронного корпусу.
- Ііварі Койвісто, банківський службовець.
- Кости-Пааво Ееролайнен, колишній поліцейський, бойовик і публіцист Руху Лапуа.

Всі вони були відомі як праві антикомуністи і активні учасники громадянської війни у Фінляндії на "білому" боці.

## Виступ проти уряду
Керівництво бойовиками спочатку прийняв на себе Пааво Суситайвал. Але вже 28 лютого керівництво перейшло до харизматичного лапуаського активіста лейтенанта Охоронного корпусу Арттурі Вуоримаа. Під його диктовку була написана Декларація, адресована президентові Свінгувуду:
 Ми, законослухняні патріоти, піднялися не проти державної влади, а проти червоного марксизму, заради перемоги над яким ми вже пролили багато крові... Якщо уряд не хоче нас чути, якщо уряд продовжує потурати проклятій марксистській соціал-демократії, якщо Яландер і Борн ведуть до загибелі країну і народ — ми не можемо цього дозволити. Ми не відступимо в боротьбі з марксизмом. Ми шкодуємо про події в Мянтсяля і порушення закону. Уряд ще може відновити мир і порядок. Швидкі і рішучі заходи врятують країну від громадянської війни. Уряд може здолати наші війська, але не здолає масу патріотів. Історія ще оцінить і нас, і наших противників. 
 Увечері 28 лютого Арттурі Вуоримаа звернувся за допомогою до колишнього начальника генштабу Курта Мартті Валленіуса, головного військового фахівця Руху Лапуа. У Мянтсяля прибули Валленіус і Вігторі Косола із загонами озброєних прихильників. Роту з Південної Остроботніі привів син Косола Нійло. Бойова тривога була оголошена в охоронному корпусі. Рух Лапуа оголосило загальнонаціональну мобілізацію.
Загальна кількість сконцентрованих в Мянтсяля бойовиків досягла 5 тисяч осіб. У перші дні відзначалася помітна громадська підтримка, особливо з боку селян, і високий ступінь дисципліни (за розпивання алкогольних напоїв Косола розпорядився застосовувати тілесні покарання).
У ніч на 29 лютого в уряді усвідомили серйозність становища. Локальний заколот розростався в загальнонаціональний і створював потенційну загрозу державного перевороту. Придушення стало для уряду питанням не тільки престижу, але і самозбереження. Були висунуті війська для заняття комунікацій і блокування вогнища повстання.
Було вирішено ввести в дію Закон про захист республіки. Парадокс ситуації полягав у тому, що акт ухвалювався для протидії комуністам, доводилося використовувати проти антикомуністичних сил. На підставі цього закону було видано наказ про арешт керівників Руху Лапуа і закриття його друкованих органів.
Зі свого боку, бунтівники не наважувалися на атаку. У місті Гямеенлінна було зроблено заяву лапуаського керівництва, де говорилося про необхідність відставки кабінету Суніли в інтересах громадянського миру. Лапуасці закликали до створення нового уряду — вільного від партійної політики і такого, що спирався би на підтримку патріотів. Повстанські лідери розраховували на розуміння з боку президента.

## Розбіжності в державному керівництві
У політичному керівництві і військовому командуванні спостерігалося розходження позицій. Прем'єр Суніла, більшість міністрів, лідери соціал-демократів Вяйньо Таннер і аграріїв Юго Нюкканен, головнокомандувач збройних сил генерал Аарне Сігво виступали за силове придушення заколоту.
Командувач Охоронним корпусом Лаурі Мальмберг фактично солідаризувався з повстанцями, поклавши відповідальність на Яландера і фон Борна і виступив за відставку уряду. Міністри-консерватори Едвард Кільпеляйнен, Кюйості Ярвінен, Нійло Солья виступили на підтримку лапуасців і демонстративно вийшли з уряду. Особливо важливе значення мала позиція голови Державного комітету оборони Карла Густава Маннергейма, який симпатизував повстанцям, хоча утримувався від публічних заяв. Аналогічну позицію займали деякі командири армійських з'єднань.
Остаточне рішення залишалося за президентом Свінгувудом, на підтримку якого розраховували обидві сторони.

## Промова президента
Вранці 2 березня ватажки заколоту зважилися на активні дії. Близько трьохсот повстанців під командуванням ветеринара Вілле Косола (брат Вігторі Косола) взяли під контроль військовий штаб у Сейняйокі. Заколот почав поширюватися Південною Остроботнією. Генерал Сіхво знову зажадав застосувати військову силу, але зустрів заперечення інших воєначальників, особливо Мальмберга. Виникла небезпека збройного зіткнення між урядовою армією і Охоронним корпусом, що співчував повстанцям.

Увечері 2 березня Пер Евінд Свінгувуд виступив по радіо: 
 Ніхто не повинен слухати тих, хто підбурює до збройної боротьби проти законного громадського порядку. Все життя я боровся за торжество права і справедливості, і не можу допустити нехтування законом і збройної міжусобиці. Країні буде завдано незліченного збитку, якщо частина Охоронного корпусу забуде свою присягу і виступить проти порядку, який вона поклялася захищати. На власну відповідальність я приймаю заходи з відновлення миру. Будь-яке діяння проти конституційного ладу виявиться виступом особисто проти мене. Людям, які жалкують про свою помилку і побоюються наслідків, що насуваються, я обіцяю: якщо вони повернуться до своїх домівок, то не піддадуться жодному покаранню. За винятком організаторів заколоту. 
 Виступ президента слухали 200 тисяч осіб, 3 березня воно було опубліковано в пресі. Це стало переломним моментом подій. Консервативна частина населення довірилася очільнику держави і відвернулася від повстання. Державні структури, особливо силові, зорієнтувалися на придушення. Самі повстанці були сильно деморалізовані. (Цікаво при цьому, що син президента Ейно Свінгувуда був прихильником повстання).

## Перемовини і придушення заколоту
Незважаючи на промову Свінгувуда, праві активісти готові були продовжувати збройну боротьбу. Виступи тривали в різних кінцях країни — була захоплена низка об'єктів у місті Йювяскюля. Важливу роль в запобіганні кровопролиття зіграли авторитетні повстанці —  підполковник Матті Лаура і журналіст Арттурі Лейнонен. Вони активно знайомили учасників повстання з виступом президента, переконували скористатися обіцянкою амністії.
4 березня частина заколотників почала здаватися. Президент доручив перемовини підполковнику Ельє Рігтніємі, авторитетному серед антикомуністів "білому" ветерану громадянської війни. У Сейняйокі в перемовинах брали участь Матті Лаура і — з урядового боку —  підполковник Нійло Сігелл. Повстанський командир Густав Латвала, не бажаючи визнавати поразку, наклав на себе руки. У своєму заповіті він попросив президента помилувати тих, хто здався.
5 березня підполковник Ріхтніємі провів у Мянтсяля перемовини з Вігторі Косолою. Обстановка була напруженою, генерал Валленіус відмовлявся від компромісу. Серед повстанців розповсюдився настрій революційної жертовності, вони збиралися дати останній бій у лютеранській кирсі. Однак ситуацію змінила звістка з Йювяскюля, де повстанці склали зброю під гарантії Свингувуда. Пааво Суситайвал звернувся по радіо з призовом послідувати їхньому прикладу.
У ніч на 6 березня Ріхтніємі оголосив про досягнуту угоду. Повстанці покидали Мянтсяля. Рядовим було дозволено навіть зберегти зброю. Керівників же заколоту почали заарештовувати, виконуючи вказівку Свінгувуда.
Вігторі Косола і Арне Сомерсало підполковник Рігтніемі доправив до поліцейського управління Гельсінкі. Курт Валленіус здався Лаурі Мальмбергу. Загальна кількість заарештованих перевищила 120 осіб.

## Суд над бунтівниками
Процес у справі про заколот в Мянтсяля почався в Турку 16 липня 1932. Вироки були винесені 26 липня і вступили в силу 21 листопада.
52 заколотника були засуджені до реальних (хоча і коротких) термінів позбавлення волі, 32 — до умовних, 20 осіб помилувані, 24 виправдані.
Найбільший термін отримав Арттурі Вуоримаа —  2,5 років ув'язнення. Саме він був визнаний головним натхненником, організатором і ватажком заколоту.
Вігторі Косола, Курт Валленіус і Вальді Саріо були засуджені до 9 місяців кожен. Їх вина розглядалася як менш тяжка, хоча перші двоє займали більш високе, ніж Вуоримаа, положення в Лапуаському русі.
6 місяців отримав підприємець Рафаель Гаарлем, фінансист Лапуаського руху.
Кости-Пааво Ееролайнен, що вже мав проблеми із законом, зник і втік до Естонії. Згодом був екстрадований до Фінляндії і відбув три роки ув'язнення.
Практично всі засуджені були звільнені умовно-достроково.
При повторному розгляді справи у Верховному суді Косола і Валленіус були засуджені до 1 року умовно кожен. Ще 30 осіб отримали різні терміни. Вердикт був винесений 22 лютого 1934. На той час більшість повстанців уже відбула покарання.

## Значення і наслідки
Заколот в Мянтсяля стоїть в одному ряду з такими подіями, як Похід на Рим, Пивний путч, паризькі заворушення 6 лютого 1934. У всіх цих випадках мали місце спроби правих здійснити державний переворот через масові збройні заворушення.
Придушення заколоту продемонструвало стійкість конституційних порядків в Фінляндії. Незважаючи на явну слабкість уряду і розбіжності в силових структурах, законно обраний очільник держави продемонстрував свій політичний авторитет. Держапарат і суспільство висловили довіру президенту Свінгувуду.
Рух Лапуа був заборонений і розпущений. У 1933 праві заснували партію "Патріотичний народний рух" — набагато менш масову і діючу в правовому полі. Збройні антиурядові виступи з боку фінських правих більш не відбувалися.